# (5605) Kushida
(5605) Kushida est un astéroïde de la ceinture principale.

## Description
(5605) Kushida est un astéroïde de la ceinture principale. Il fut découvert le 17 février 1993 à Kiyosato par Satoru Ōtomo. Il présente une orbite caractérisée par un demi-grand axe de 2,26 UA, une excentricité de 0,10 et une inclinaison de 4,3° par rapport à l'écliptique.

## Compléments